# W Canum Venaticorum
W Canum Venaticorum är en pulserande variabel av RR Lyrae-typ (RRAB) i stjärnbilden Jakthundarna. Variabeln upptäcktes av den ryska astronomen Lydia Ceraski (Tseraski) den 2 oktober 1907.
Stjärnan varierar mellan visuell magnitud +10,03 och 10,96 med en period av 0,5517588 dygn eller 13,24221 timmar. RR Lyrae-stjärnornas period varierar mellan 0,2 och 1,2 dygn med ett medianvärde på 0,5 dygn. W CVn ligger sålunda strax över medianvärdet.